# Маньянелли, Франческо
Франческо Маньянелли (итал. Francesco Magnanelli; род. 12 ноября 1984 года в Умбертиде, Италия) — итальянский футболист. Рекордсмен клуба «Сассуоло» по числу сыгранных матчей (520 игр, 474 из которых — в рамках чемпионатов Италии).

## Карьера
Франческо дебютировал во взрослом футболе в составе «Губбио», отыграв 15 встреч в Серии C2 в 2000—2002 годах. В сезоне 2002/03 полузащитник числился в клубе «Кьево», представлявшем Серию А, однако так и не сыграл за него. Следующий сезон Франческо провёл в «Фиорентине», игравшей рангом ниже — в Серии B, но ему не довелось отыграть ни одной встречи и там. В 2004 году он присоединился к «Санджованнезе», за который провёл 7 матчей в Серии C1.
В 2005 году Франческо стал игроком «Сассуоло», выступавшим тогда в Серии C2. С «чёрно-зелёными» он прошёл полный путь до высшего итальянского дивизиона, став к тому моменту лидером и капитаном команды. Дебют полузащитника в Серии А состоялся 25 августа 2013 года в матче против «Торино». Франческо принимал непосредственное участие в первой в истории клуба еврокубковой кампании, отыграв 9 из 10 встреч в розыгрыше Лиги Европы сезона 2016/17. Последним матчем в карьере игрока стала игра Серии А с «Миланом», состоявшаяся 22 мая 2022 года: Франческо целиком отыграл второй тайм, заменив в перерыве Максима Лопеса. После этой встречи состоялась церемония проводов легенды «Сассуоло» на заслуженный отдых.

## Достижения
«Сассуоло»
- Победитель Серии B (1): 2012/13
- Победитель Серии C1 (1): 2007/08
- Обладатель Суперкубка Серии C (1): 2008

## Стиль игры
Франческо описывали как талантливого, целеустремленного, скромного и трудолюбивого полузащитника. Он обычно находился в центре поля и был известен, в частности, своими лидерскими качествами и точными дальними пасами, а также тактическим пониманием и чтением игры. В дополнение к вышесказанному можно было отметить его упорство и способность удерживать мяч и перехватывать передачи соперников.